# Ремельфан
Ремельфа́н (фр. Rémelfang) — коммуна во французском департаменте Мозель региона Лотарингия. Относится к кантону Бузонвиль.

## Географическое положение
Ремельфан расположен в 30 км к северо-востоку от Меца. Соседние коммуны: Бузонвиль и Водрешен на северо-востоке, Альзен на востоке, Бреттнаш на юго-востоке, Вельвен и Вальмэнстер на юге, Оллен на юго-западе, Анзелен на западе, Фрестроф на северо-западе.

## История
- Коммуна бывшего герцогства Лотарингия, входила в сеньорат Вальмэнстер, домен саарского аббатства Меттлаш.

## Демография
По переписи 2008 года в коммуне проживал 141 человек.	

## Достопримечательности
- Церковь святого Николая, 1865 года, статуи XVIII века.